# 셰인 스펜서
마이클 셰인 스펜서(Michael Shane Spencer, 1972년 2월 20일 ~ )는 미국의 전 야구 선수이자 전 KBO 리그 고양 히어로즈의 감독이다.

## 선수 시절

### 미국 프로야구 시절
1998년에 뉴욕 양키스에 입단하였다. 주로 외야수로 활약했다.
메이저리그 시절에는 김병현을 상대로 매우 약한 모습을 보였다. 2001년 월드 시리즈에서도 김병현을 상대로 약한 모습을 보였으며, 대한민국에서 2군 감독을 맡았을 적에도 김병현의 공은 치기 어렵다는 언급을 한 바 있다.

### 일본 프로야구 시절
2005년부터 2년 동안 활동한 후 은퇴하였다.

## 야구선수 은퇴 후
2016년부터 2019년까지 고양 히어로즈의 감독으로 활동했다.

## 논란
2019년 8월 4일 음주운전 사건으로 고양 히어로즈의 감독직에서 자진 사퇴했다. 남은 2군 시즌은 오규택 코치가 2군 감독 대행을 맡았고, 후임 2군 감독은 설종진이 선임됐다.